# Thunbergspirea
Thunbergspirea (Spiraea thunbergii) är en art i familjen rosväxter från östra Kina. Den förekommer även förvildad i andra områden i Kina och i Japan och arten odlas även som trädgårdsväxt i Sverige.
Thunbergspirea är en buske som blir 150 cm hög. Grenarna är veka, utbredda, bågformade med bruna till rödbruna, kantiga kvistar. De är först ludna, men senare kala. Bladen är kala med korta ludna bladskaft, bladskivan är smalt lansettlik, 2,5-4 cm lång och 3-7 mm bred, parnerviga, med smalt killik bas, bladkanten är skarpt tandad från mitten och till den långt utdragna spetsen. Blommorna blir 6-8 mm i diameter, de sitter 2-7 i skaftlösa flockar med en samling småblad vid basen, blomskaften är 6–10 mm långa och kala. Foderbladen är triangulära och upprätta till tillbakadragna på frukten. Kronbladen är vita och omvänt äggrunda. Ståndarna är 1/3 av kronbladens längd.

## Liknande arter
Slånspirea (S. prunifolia) liknar thunbergspirean, men har bredare, äggrunda blad med luden undersida. Blomskaften är 10–24 mm och ludna.
Brudspirea (S. ×arguta) är hybriden mellan thunbergspirea och Spiraea ×multiflora. Den vanligare i odling än sina föräldrar och mycket lik thunbergspirean, men blir upp till 2.5 meter hög och har bredare blad (-15 mm).
Hybridspirea (S. ×cinerea) helbräddade blad, eller med 1-3 tänder i spetsen och har ståndare som är längre än kronbladen.

## Sorter
- 'Fujino Pink' - har mjuk rosa blommor.

- 'Mount-Fuji' - har vitstrimmiga blad.
- 'Ogon' (Mellow Yellow®) - 150 cm. En sort med gula blad, de övergår senare i grönt.

- 'Yat Sabusa' - vit, fylldblommig.

## Synonymer
- Awayus japonicus (Raf.) Raf. ex B.D.Jacks
- Spiraea crenata Thunberg
- Spiraea japonica Rafinesque nom. illeg.

### Webbkällor
- Flora of China. eFloras (2008). Missouri Botanical Garden, St. Louis, MO & Harvard University Herbaria, Cambridge, MA. 2009 aug 04 .